# Hemberg SG
| SG ist das Kürzel für den Kanton St. Gallen in der Schweiz. Es wird verwendet, um Verwechslungen mit anderen Einträgen des Namens Hemberg zu vermeiden. |

Hemberg (toggenburgisch Hembèèrg [ˈhembɛːrɡ] oder älter de Hemeg [ˈheməɡ]) ist eine Ortschaft in der politischen Gemeinde Neckertal im Toggenburg, Kanton St. Gallen. Bis 2022 war Hemberg eine eigenständige Gemeinde.

## Geographie

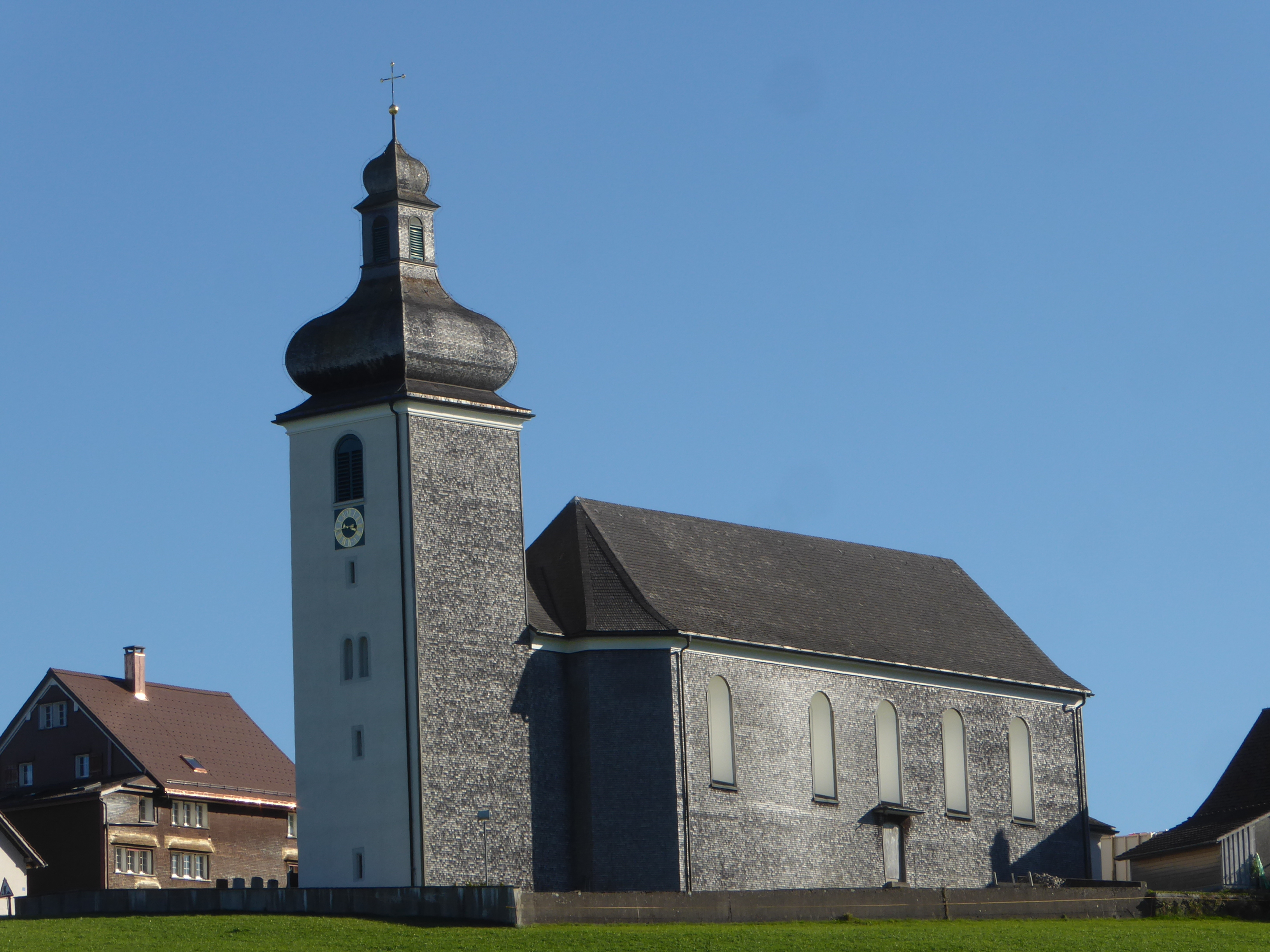
Katholische Kirche

Hemberg liegt im voralpinem Hügelgebiet am oberen Necker. Das Dorf liegt auf einer Hügelkuppe auf 945 m ü. M. westlich des Neckers. Auf dem Gebiet der einstigen Gemeinde liegen zudem die Ortschaft Bächli (Hemberg) und die Weiler Mistelegg, Bomen, Harzenmoos, Brand, Lemberg, Starkenbach, Wis und Unterhemberg.

## Geschichte

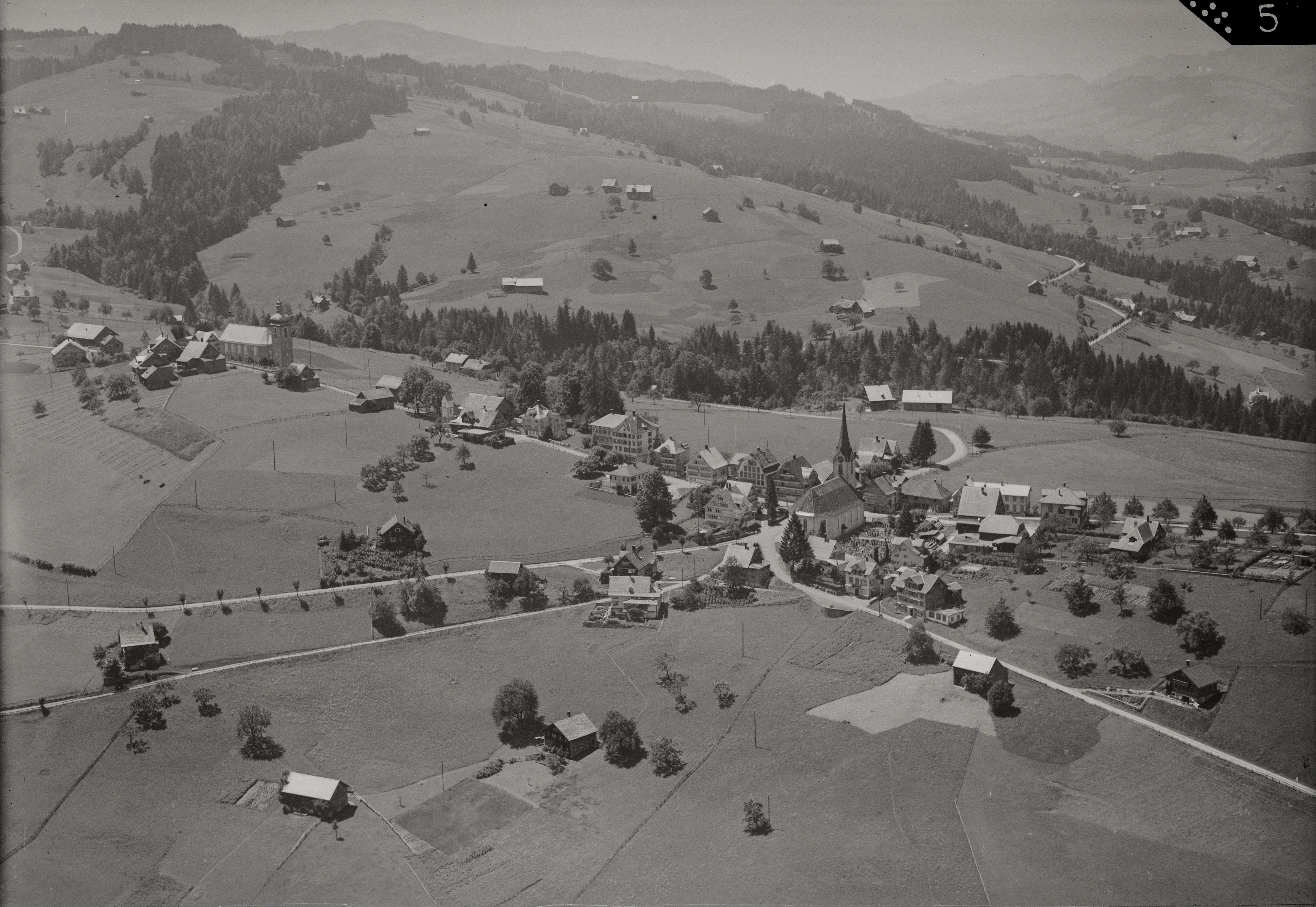
Luftbild von 1947

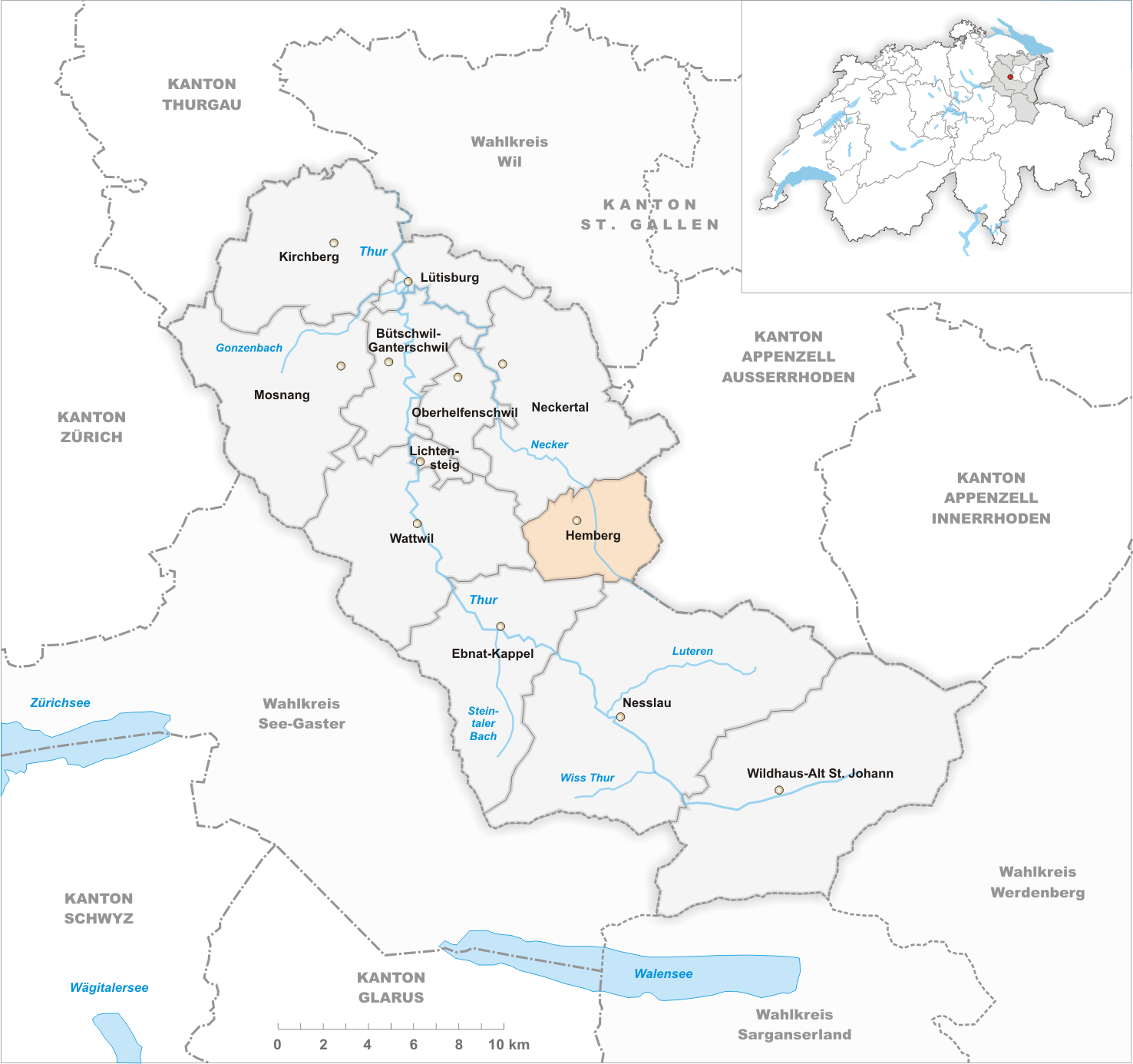
Gemeindestand vor der Fusion am 1. Januar 2023

Hemberg wurde 878 als Hemmenberch und 1225 als Hembere urkundlich erwähnt. Urkunden ab 878 weisen auf frühen Besitz des Klosters St. Gallen. 1383 gingen Hof und Kirchensatz Hemberg an das Kloster St. Johann über. Die Vogtei wechselte 1418 von den Freiherren von Hewen zu den Grafen von Toggenburg. 1468 kam Hemberg mit dem übrigen Toggenburg unter die Landesherrschaft der Fürstabtei St. Gallen. Im Gericht Gegenharzbuch war Hemberg mit Brunnadern verbunden. 1565 erhielten Hemberg und St. Peterzell ein Landrecht. Zusammen bildeten sie im Oberamt das Amt St. Peterzell. 1803 wurde Hemberg politische Gemeinde des Bezirks Obertoggenburg, 1831 des Bezirks Neutoggenburg.
Die Kollatur der 1214 errichteten Pfarrkirche lag bis 1555 beim Kloster St. Johann. Kirchenbrände waren in den Jahren 1460 und 1623 zu verzeichnen. Die ab 1522 durch Johannes Dörig eingeführte Reformation wurde 1526 abgebrochen. Anstelle des paritätisch genutzten Gotteshauses entstanden 1779 eine neue evangelische und 1782 eine neue katholische Kirche.
Die im 18. Jahrhundert begründete und im frühen 19. Jahrhundert ausgebaute Mousselineweberei und die Stickerei in Heimindustrie bewirkten eine starke Bevölkerungszunahme und Bautätigkeit: 1751 bis 1791 entstanden 80 neue Häuser. In der zweiten Hälfte des 19. Jahrhunderts schrumpften Wirtschaft und Bevölkerung durch den Rückgang der Spinnerei und Weberei, der nur teilweise durch die Stickerei kompensiert wurde. Ein bescheidener Ausgleich konnte im 20. Jahrhundert durch den Fremdenverkehr geschaffen werden. Seit Ende des 19. Jahrhunderts Höhen- und Luftkurort, verfügt Hemberg über ein geschütztes Ortsbild, zwei Skilifte und Langlaufloipen. Viehwirtschaft, Holzgewerbe und Gastbetriebe sind wirtschaftliche Eckpfeiler.
Per 1. Januar 2023 vollzogen die bis anhin bestehenden Gemeinden Hemberg, Neckertal und Oberhelfenschwil den Zusammenschluss zu einer einzigen Einheitsgemeinde.

## Bevölkerung

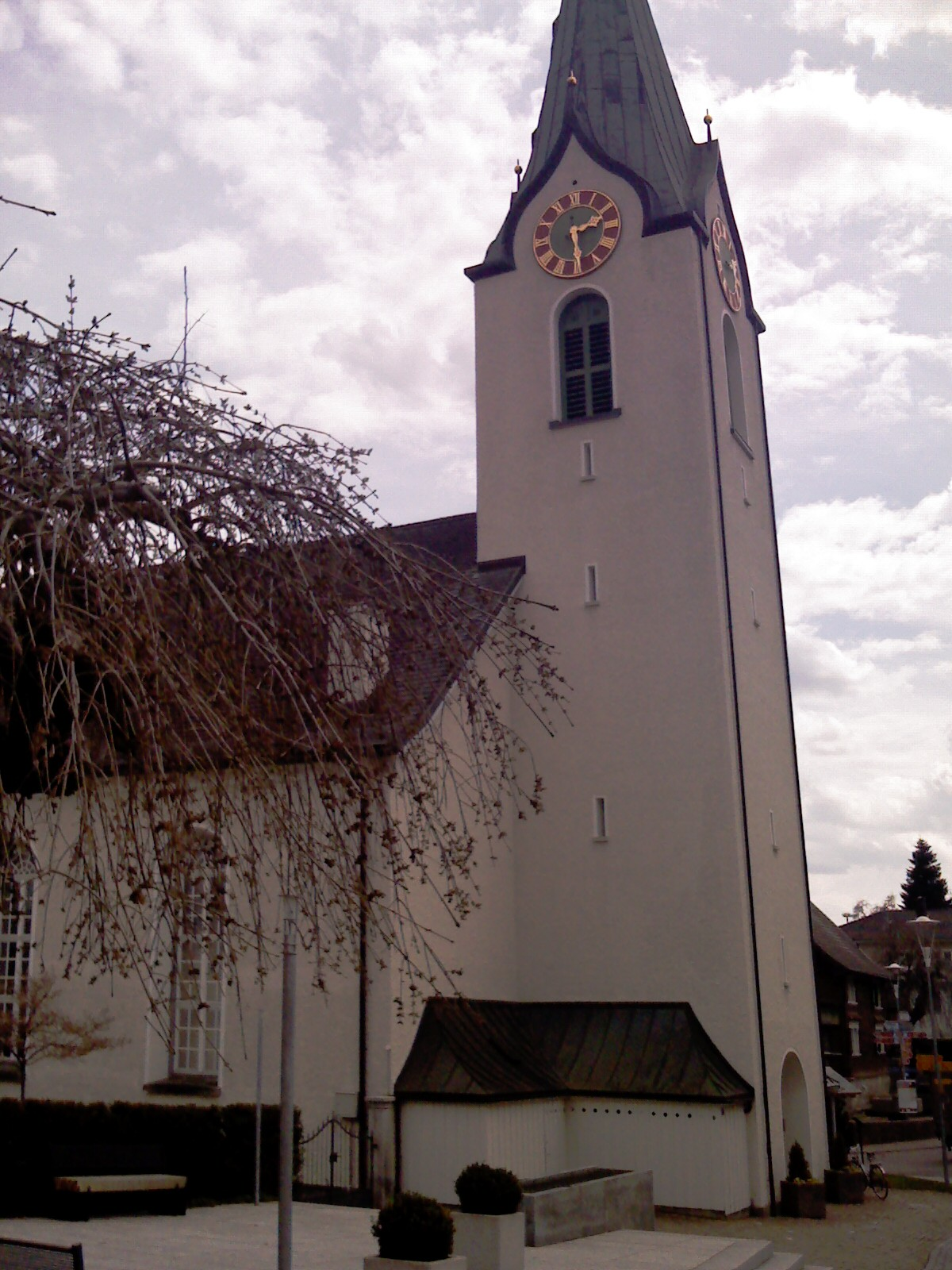
Reformierte Kirche

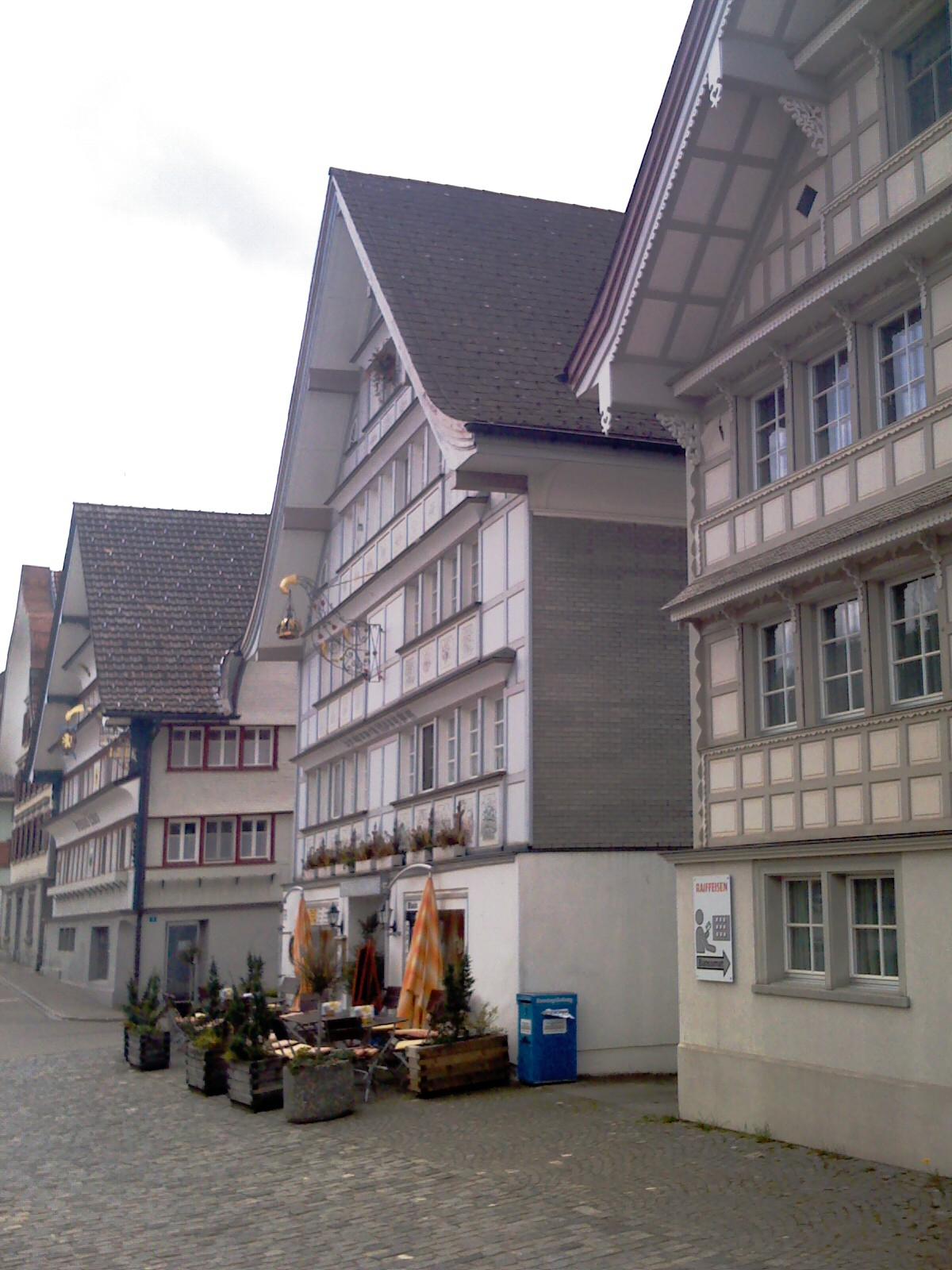
Toggenburger Häuser im Dorfzentrum

| Jahr      | 1827  | 1850  | 1900  | 1950  | 1980  | 2000  | 2010  | 2020  |
| Einwohner | 1882  | 1813  | 1348  | 1003  | 869   | 944   | 942   | 909   |
| Quelle    | [ 3 ] | [ 3 ] | [ 3 ] | [ 3 ] | [ 3 ] | [ 3 ] | [ 1 ] | [ 1 ] |

Durch eine Mousselineweberei und eine Stickerei nahm die Bevölkerung im 18. und zu Beginn des 19. Jahrhunderts stark zu. Nach 1850, bedingt durch die wirtschaftlich verschlechterte Situation, begann die Einwohnerzahl markant zu sinken. Während der vergangenen 50 Jahre blieb sie konstant bei rund 900.

## Wirtschaft
Seit Ende des 19. Jahrhunderts ist Hemberg ein Höhen- und Luftkurort. Hemberg hat zwei Skilifte und Langlaufloipen.
1989 kaufte der Meteorologe Jörg Kachelmann ein altes Bauernhaus in Bächli, baute es zu einer High-Tech-Wetterstation um und gründete den privaten Wetterdienst Meteomedia AG. Die Ortschaft wurde so schweizweit bekannt. Die Meteomedia AG beabsichtigte die Tätigkeiten auszubauen und eine nationale und europäische Meteostation mit zahlreichen neuen Arbeitsplätzen in Bächli zu errichten. Weil auf Grund von Differenzen mit der politischen Gemeinde dieses Projekt nicht realisiert werden konnte, verlegte die Meteomedia AG ihren Hauptsitz nach Gais.

### Bergrennen
Bekannt ist das Automobil-Bergrennen St. Peterzell–Hemberg, welches von 1968 bis 1990 ausgetragen wurde. Seit 2012 finden jährlich wieder Autorennen statt. Im Rahmen der Dreharbeiten zu The Grand Tour wurde ein Prototyp des Rimac Concept One am 10. Juni 2017 beim Demonstrationslauf des Bergrennens von Richard Hammond zerstört.

## Verkehr
Postautolinien führen nach Wattwil und St. Peterzell. Während die Verbindung nach Wattwil im Stundentakt verkehrt, fahren die Kurse nach St. Peterzell im Wesentlichen in den Hauptverkehrszeiten.

## Sehenswürdigkeiten
Die Langlaufloipe auf dem Scherb führt an verschiedenen Aussichtspunkten vorbei.

## Persönlichkeiten
- Johannes Dörig (* um 1490 in Schwende; † 1526 in Hemberg) war ein katholischer Pfarrer und Reformator.
- Johann Melchior Grob (1754–1832), Hausorgelbauer
- Christian Friedrich Kranich (1784–1849), Pfarrer und Dichter
- Babeli Giezendanner (1831–1905), Bauernmalerin
- Otto Alder (1849–1933), Textilindustrieller und Politiker
- Dölf Früh (* 1952), Unternehmer und Sportfunktionär
- Remo Forrer (* 2001), Sänger, Schweizer Repräsentant beim  Eurovision Song Contest 2023